# National Three Peaks Challenge
Vous lisez un « bon article » labellisé en 2012.  Il fait partie d'un « bon thème ».

Carte topographique du Royaume-Uni avec la localisation des trois sommets à gravir et le parcours routier conseillé permettant de les relier.

Le National Three Peaks Challenge (littéralement « défi des trois pics nationaux ») est un défi se déroulant en Grande-Bretagne et relevant de la randonnée pédestre au cours duquel les participants tentent l'ascension des points culminants de l'Écosse, de l'Angleterre et du pays de Galles en vingt-quatre heures. Réalisé essentiellement en été par de petits groupes totalisant sur l'année trente à soixante mille participants, avec l'appui logistique de diverses organisations, sa vocation première consiste à collecter de l'argent au profit d'associations caritatives. Les participants sont acheminés au pied des sommets en voiture et gravissent tour à tour le Ben Nevis (1 345 mètres), Scafell Pike (978 mètres) et le mont Snowdon (1 085 mètres). Le parcours pédestre représente une quarantaine de kilomètres pour un dénivelé de 3 000 mètres.

## Déroulement et logistique
Le National Three Peaks Challenge est habituellement réalisé entre mai et octobre, lorsque les journées sont longues et le plus souvent ensoleillées. Il est généralement conseillé de gravir les sommets du nord au sud en commençant par le Ben Nevis en fin d'après-midi, pour finir par le mont Snowdon le lendemain,. En effet, la descente du Ben Nevis est la moins difficile des trois au crépuscule, notamment la portion inférieure en dessous de Lochan Meall an t-Suidhe qui ne comporte aucune difficulté technique. De plus, la nuit peut être mise à profit pour parcourir l'autoroute M74/A74 jusqu'à Scafell Pike. Il s'agit ensuite de grimper au sommet de ce dernier à l'aube, puis de reprendre la route pour Snowdonia en début d'après-midi pour l'ascension du mont Snowdon, puis d'en descendre avant le soir. Scafell Pike peut être gravi soit par le nord au départ de Seathwaite, dans la vallée de Borrowdale, soit par le sud en partant de Wasdale Head, dans la Wasdale. Cette seconde approche impose un trajet automobile plus long mais diminue la distance de marche. Le Snowdon est gravi par le Pen-y-Pass puis il est possible de descendre jusqu'à Llanberis, au plus près du niveau de la mer, en ne perdant qu'une quinzaine de minutes pour clore la journée.
Il faut compter entre quatre et cinq heures à un « bon marcheur » pour effectuer la montée et la descente de chaque sommet, ce qui laisse une dizaine d'heures pour les trajets de liaison, autorisant une moyenne de 105 km/h sur autoroute et 80 à 90 km/h sur route, en comptant les pauses nécessaires pour se reposer et faire le plein d'essence. Il est conseillé de disposer d'un ou plusieurs conducteurs n'effectuant pas les ascensions et d'adapter sa feuille de route en fonction des prévisions du trafic routier, météorologiques et des conditions de luminosité,,. Des trajets en minibus sont organisés moyennant plusieurs centaines de livres, cette somme comprenant parfois les services d'un chauffeur et l'essence,, durant les week-ends de juillet et d'août. Il est également possible de faire appel aux compétences d'un guide de montagne,.
Certaines variantes du défi font uniquement appel aux transports en commun, voire à des voiliers en mer d'Irlande. Une version hivernale est envisageable de novembre à mars sur une durée de trois jours. D'autres variantes prévoient des sommets supplémentaires au défi : le Slieve Donard (850 m), en Irlande du Nord, ce qui élargit le défi à l'ensemble des quatre nations du Royaume-Uni, voire le Carrauntuohil (1 038 m) en république d'Irlande ou encore le Snaefell (621 m) sur l'île de Man. Enfin, le défi a également inspiré des épreuves analogues, notamment le Yorkshire Three Peaks Challenge, et le Scottish Three Peaks Challenge,.

## Les sommets

### Ben Nevis

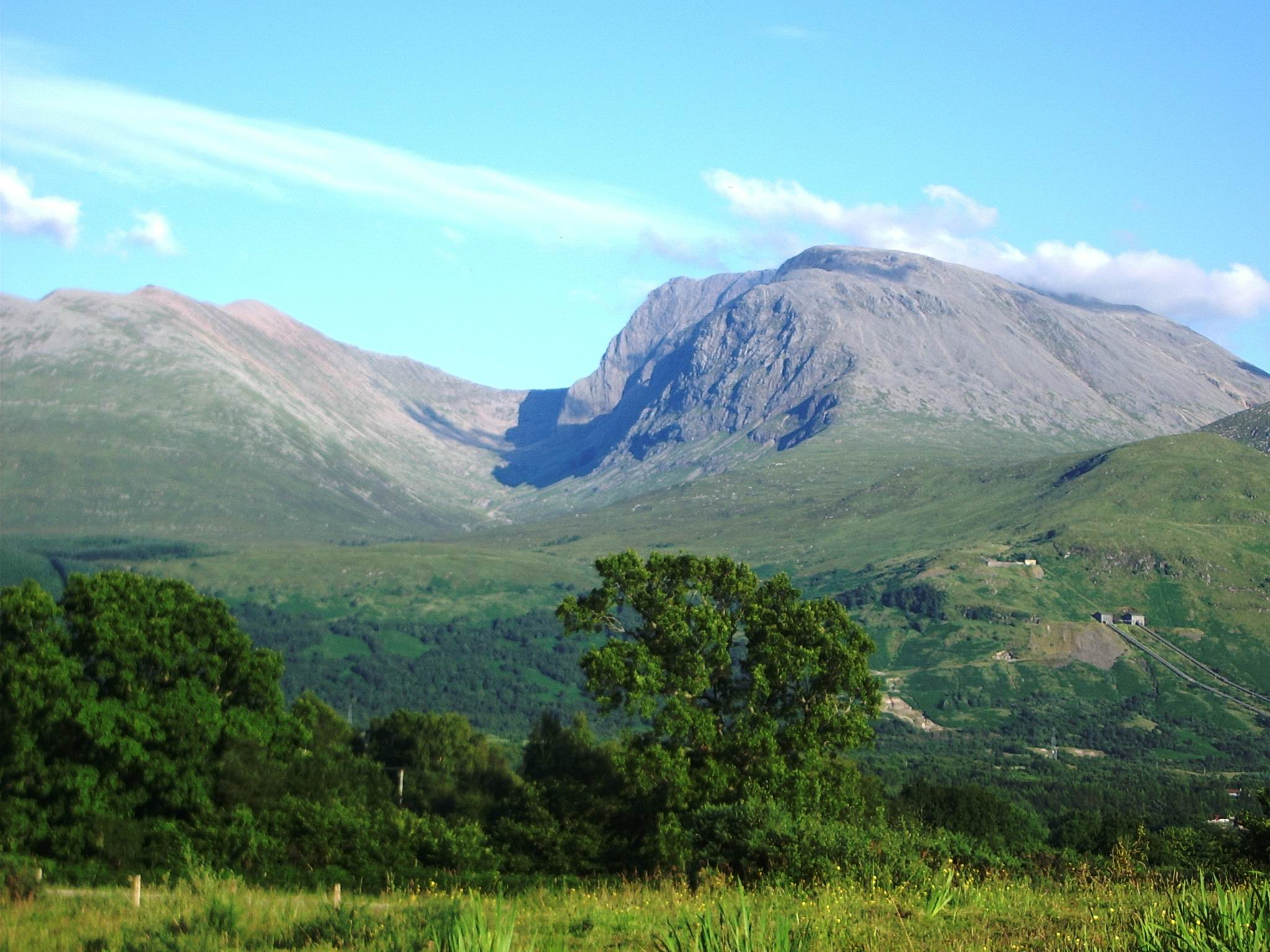
Vue de la face nord du Ben Nevis.

Le Ben Nevis est le point culminant des îles Britanniques avec 1 345 mètres d'altitude. Situé près de Fort William en Écosse, il fait partie des monts Grampians dans les Highlands. Gravi pour la première fois en 1771, il est coiffé par les ruines d'un observatoire construit et utilisé à la fin du XIXe siècle pour effectuer des observations météorologiques qui sont restées très importantes dans la compréhension du climat en Grande-Bretagne. Celui qui sévit au sommet, extrêmement rude, lui vaut d'ailleurs son nom, Nibheis signifiant « malveillant ». Un sentier par l'ouest, tracé à la même époque que l'observatoire, constitue toujours l'itinéraire le plus fréquenté par des dizaines de milliers de randonneurs chaque année,. Les parois de la montagne sont également très prisées par les alpinistes et grimpeurs,,. Le Ben Nevis et ses environs font partie de trois aires protégées différentes,, ; de plus, tout le versant sud et le sommet sont conservés par l'association environnementale John Muir Trust.

### Scafell Pike

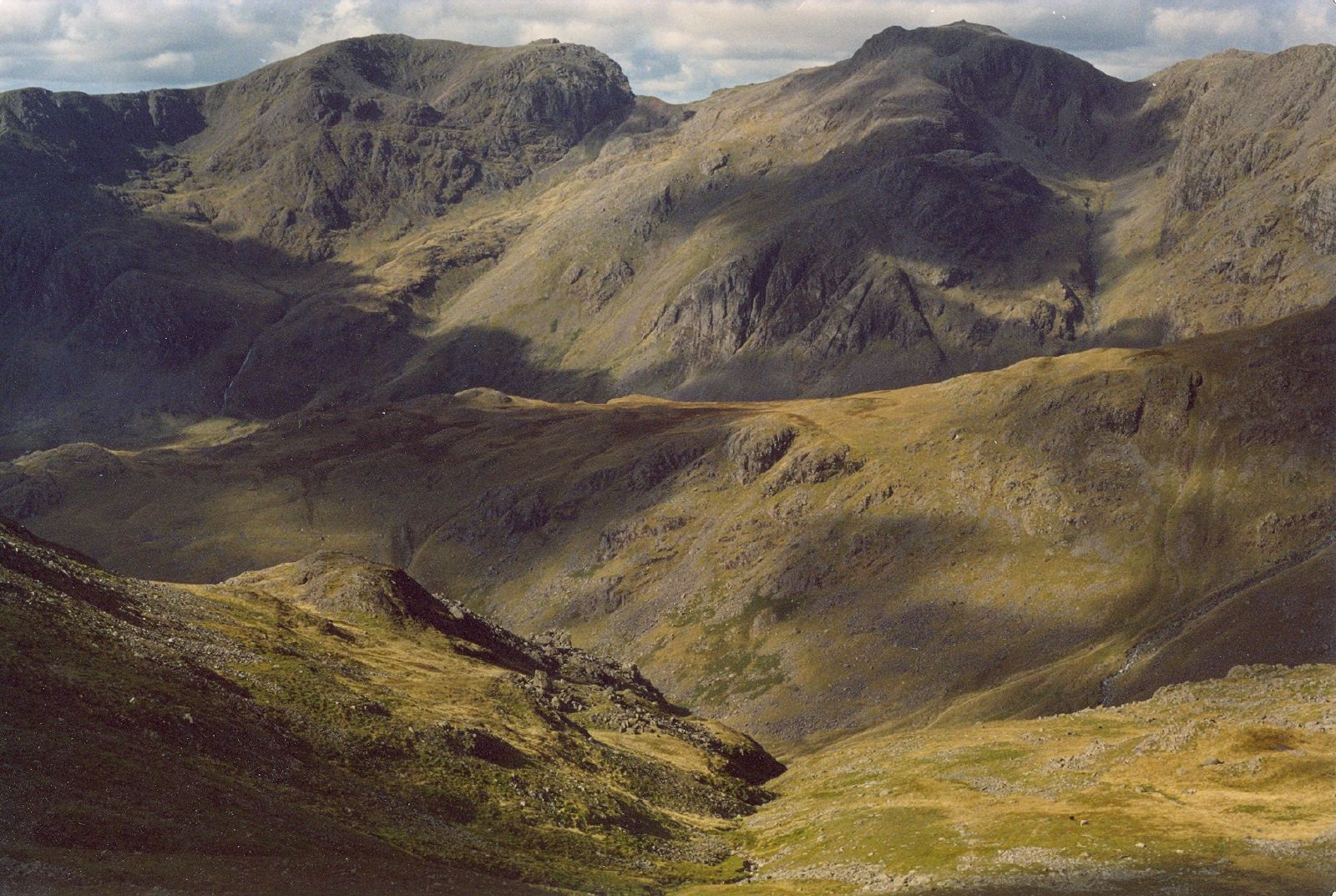
Vue du Scafell à gauche et de Scafell Pike à droite.

Scafell Pike est un sommet du Royaume-Uni culminant à 978 mètres d'altitude et constituant le point culminant de l'Angleterre et des Southern Fells (en). Il est constitué de roches magmatiques. Il se trouve dans le Lake District, au sein du parc national du même nom, en Cumbria.
Le poète Robert Southey aurait réalisé sa première ascension en 1802. La montagne appartient au National Trust. C'est un lieu de randonnée pédestre très fréquenté, mais aussi un important site d'escalade.

### Mont Snowdon

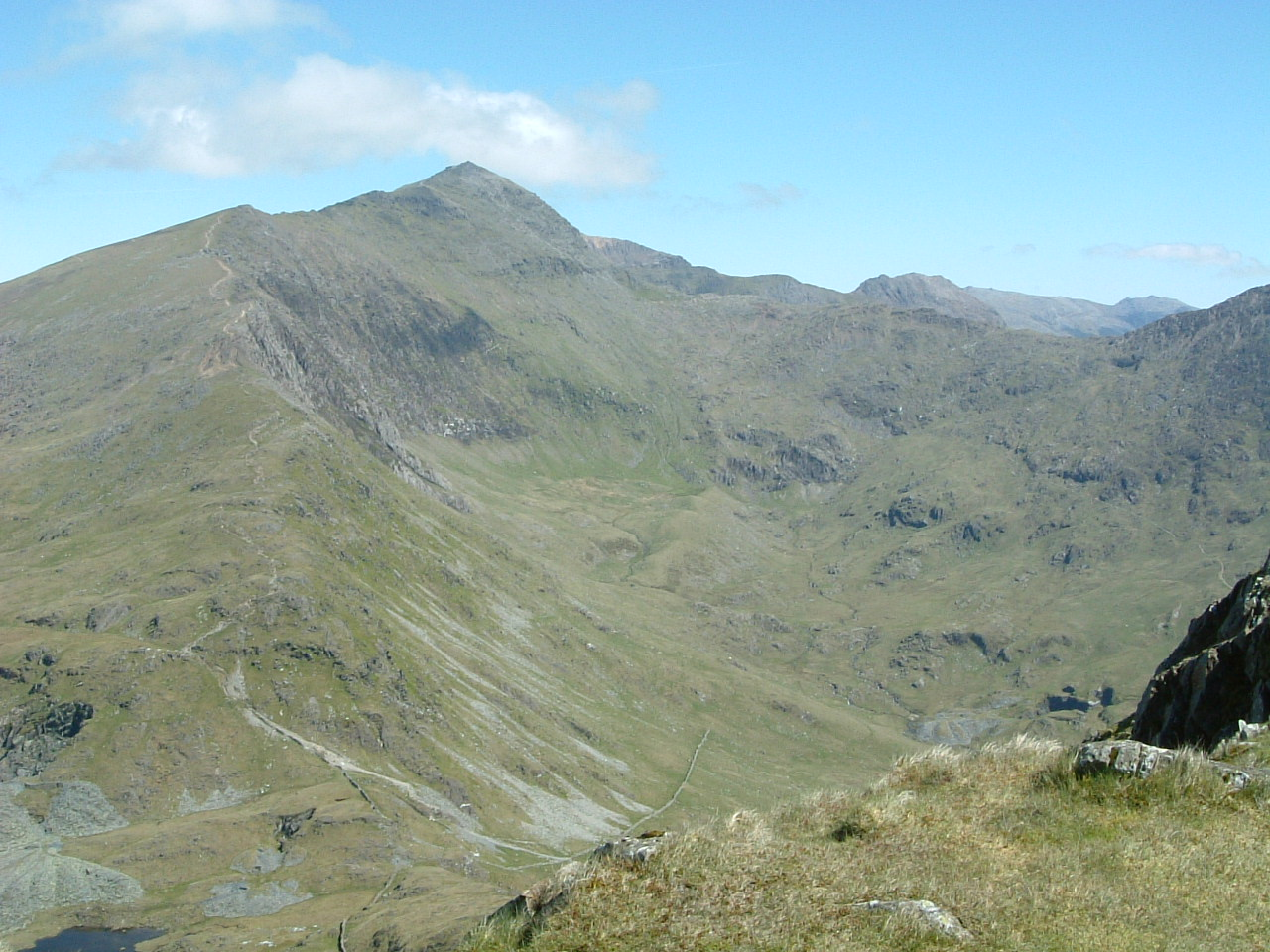
Vue du mont Snowdon depuis Yr Aran au sud.

Le mont Snowdon, toponyme anglais signifiant « la colline enneigée » et en gallois Yr Wyddfa c'est-à-dire « le tumulus », est un sommet du Royaume-Uni qui s'élève à 1 085 mètres d'altitude et qui constitue le point culminant du massif Snowdon et du pays de Galles,. Il se situe dans le comté du Gwynedd, au sein du parc national de Snowdonia, créé en 1951, et de diverses autres zones de conservation destinées à protéger sa faune et sa flore rares au Royaume-Uni,. C'est l'un des endroits les plus arrosés du pays. Ses roches, formées au cours de l'Ordovicien, sont d'origine volcanique et ont été fortement érodées lors des glaciations. Ainsi, ses cirques abritent plusieurs lacs glaciaires.
Le premier homme à avoir officiellement atteint le sommet est Thomas Johnson en 1639. La montagne est intensivement exploitée dès le début du XIXe siècle, pour ses ressources minières et son attrait touristique. L'ascension est devenue courante grâce à des sentiers de randonnée pédestre et à un train à crémaillère, le Snowdon Mountain Railway, d'une longueur de 7,5 kilomètres, qui fait depuis 1896 la liaison entre le sommet et le village de Llanberis, si bien que le mont Snowdon est la montagne la plus gravie de Grande-Bretagne avec 350 000 personnes au sommet chaque année. Il est également possible d'y pratiquer l'escalade. Site entouré de mythes et de magie, il est particulièrement important dans la légende arthurienne,.

## Difficultés et performances
L'aller-retour au sommet du Ben Nevis nécessite cinq heures de marche pour une distance de seize kilomètres,. La première portion routière fait 450 kilomètres et nécessite en moyenne six heures. Scafell Pike demande entre quatre et cinq heures pour huit kilomètres de distance,. Il faut ensuite cinq heures environ pour parcourir les 320 kilomètres qui le séparent du mont Snowdon. L'ascension et la descente de ce dernier s'effectuent en quatre heures pour quinze kilomètres de distance,. La distance totale directe à pied est donc de 39 kilomètres et peut atteindre 42, voire 44 kilomètres selon certaines sources et en fonction des variantes. Le dénivelé est de 3 000 mètres.

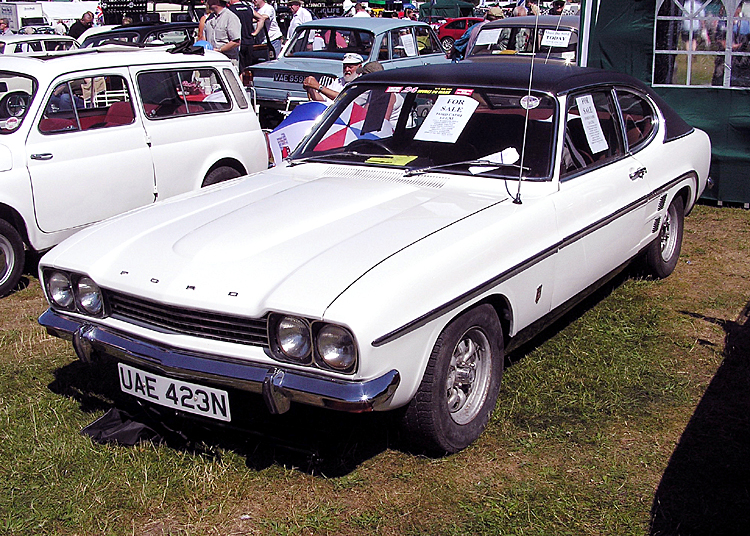
Ford Capri 3.0 GXL de 1974 semblable à celle utilisée lors du record supposé du défi.

Les origines du National Three Peaks Challenge étant incertaines, son record n'est pas connu avec certitude. Il semblerait qu'il appartienne depuis 1971 à Joss Naylor (en) et Frank Davies, qui ont parcouru les routes de Grande-Bretagne à bord d'une Ford Capri en dépassant largement les limites réglementaires de vitesse. Ils ont réussi le défi en 11 heures et 54 minutes,,. L'épreuve a été réalisée à vélo en 46 heures et 30 minutes en 2008 par un relais composé de MM. McAvoy, Widdup et Hudson. Un record avait été précédemment établi en course à pied le 9 août 1981 par le relais constitué de Peter Ford, Dave Ford, John O Callaghan, Kevin Duggan et David Robinson en 54 heures et 39 minutes.

## Critiques

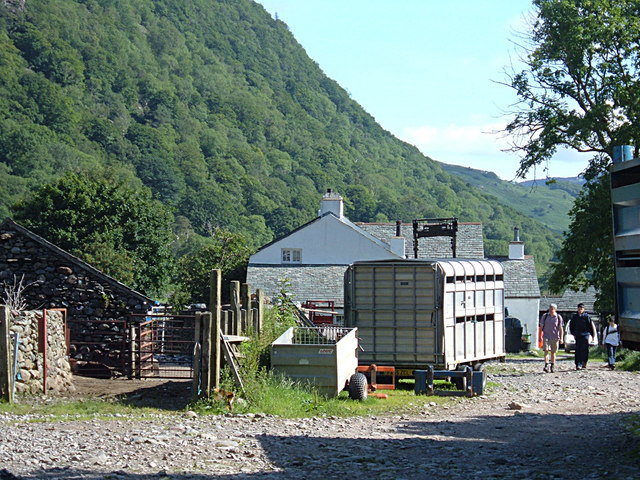
Vue de Seathwaite depuis l'extrémité de la route goudronnée, au pied de Scafell Pike, exemple de petite communauté rurale fortement affectée par la fréquentation occasionnée par le National Three Peaks Challenge.

Le National Three Peaks Challenge a fait naître une polémique sur son impact environnemental. Dans un éditorial du magazine Summit du British Mountaineering Council, Jill Hudson soutient que le défi doit être abandonné s'il occasionne davantage de dépenses aux associations caritatives pour le nettoyage des sites qu'il n'en apporte par le biais des participants. Les déplacements pour relier les différents sites ont des retombées écologiques en matière de rejet de gaz automobiles. En outre, les retombées sur l'économie locale sont jugées relativement faibles. En 2011, un autre magazine, Wanderlust, a placé le challenge sur une liste de destinations nécessitant une meilleure organisation et notamment une limitation du nombre de participants. En effet, les randonneurs forment souvent des groupes conséquents qui ne suivent pas toujours les sentiers et occasionnent des nuisances sonores. Les organisateurs ont refusé cette suggestion, affirmant que l'impact des 30 000 participants au défi est négligeable en comparaison des 250 000 randonneurs qui gravissent officiellement le mont Snowdon chaque année. Selon des sources officieuses, le nombre de participants approcherait en fait le double. Depuis mars 2010, le Fundraising Standards Board (littéralement « conseil de normalisation des collectes de fond ») agit en tant qu'institution centrale chargée des plaintes déposées par les différents parcs nationaux britanniques contre les organisations impliquées dans le National Three Peaks Challenge.